# СТ-27
СТ-27 — радянський дослідний мостоукладач на шасі танкетки Т-27.

## Історія
До створення саперних танків розпочали після того, як запустили у виробництво танки Т-26, БТ-2, Т-27. Було випущено 4 танкетки, але через те, що танкетні батальйони вирішили не формувати, їх виробництво закрили.

### Випробування
Під час випробувань вона показала хороші результати. Хоч вони й витримували лише одну танкетку, але вони створювалися для використання в танкетних батальйонах.

## Конструкція

### Шасі
Танк використав шасі танкетки Т-27.

### Екіпаж
У машині були дві людини — механік-водій і командир. Під час укладання мосту вони не виходили з машини.

### Міст
Міст був довжиною 2,2 метри. Міг витримати прохід танкетки.

## Бойове застосування
Усі танкетки надійшли на озброєння 2-ї мехбригади. Але про використання в бою відомо лише про одну танкетку. Ось розповідь командира цієї танкетки про один із боїв на озері Хасан: «Ми з Черніковим сиділи в танкетці в окопі. Тут атакувала японська артилерія. Наші різко атакували, наш командир нам наказав виїхати до маленької річки і розкласти міст для проходу танкеток. Ми одразу виконали наказ. До кінця дня наші війська просунулися на 950 метрів. Одночасно, у книзі «Ополчення на захисті Москви» (видавництво «Московський робітник» 1978, стор 158) стверджується, що на 31 серпня 1941 року у складі 6 Московської стрілецької дивізії народного ополчення були СТ-27 у кількості 20 штук.